# 安井佑輝
安井 佑輝（やすい ゆうき、1980年3月5日 - ）は、日本のベーシスト。元CHARCOAL FILTERのベーシスト。現在は、静岡県三島市で整体院を営む。父は国際連合大学名誉副学長の安井至。

## 概略
東京都出身（出生地は群馬県伊勢崎市若葉町）。身長166cm。慶應義塾高等学校卒業、慶應義塾大学経済学部中退。
エモーショナルなベースでバンドの演奏を支え、コーラスでも活躍している。また、斬新でありながら、懐かしさや親しみやすさのある独特のメロディーを多数生み出し、曲作りにおいて小名川高弘と共に大きな役割を果たしている。
絵が得意で、Tシャツのデザインを手掛けたこともある。油彩画を嗜み、自身が「隊長」を務めるファンクラブの会報の表紙も担当している。
バンド解散後は、ベーシスト時代から悩んでいた腰痛の治療をきっかけに理学療法士となった。

## 略歴
CHARCOAL FILTERの略歴も併せて参照のこと
- 1980年　群馬県に生まれる。
- 1995年　慶應義塾高等学校入学。小名川高弘・高野真太郎とバンド結成。
- 1996年　バンドに大塚雄三が加入し、学園祭にて初ライヴ。
- 1999年　CHARCOAL FILTERとしてシングル『I start again』にてメジャーデビュー。
- 2002年　自身が作曲した『White winter song』がオリコン19位を記録。
- 2007年　CHARCOAL FILTER解散。
- 2008年　同じくCHARCOAL FILTERの元メンバーである高野真太郎と共にLibertasを結成。
- 2017年　育児のために静岡県に移住。

## エピソード

### 生い立ち
- 父親は元東京大学教授。世界一受けたい授業に講師として出演したこともある。
- 彫りの深い顔立ち故、頻繁に外国人と間違われる（過去には警官さえも間違えた）が、純日本人。
- 京都の「安井」という地名の土地にルーツを求めて行ってみたが、結局自分とは関係がなかった模様。

### 音楽的側面
- 幼少時に初めて作詞・作曲した歌のタイトルは『バット、ボール、帽子』。
- 結成当初は、小名川と二人でギターとベースを交互に弾いていたが、自然とベース担当になった。
- メンバーの中でも特に音楽を勉強する姿勢の強い1人。特に日記・ブログでその内容を紹介する。

### 趣味・嗜好・特技
- 自身の絵を大塚に買ってもらった日を「画家デビューの日」と呼んでいる。ゆくゆくは個展を開くのが夢。
- 大塚に「喋りの天才」と言われ、ライヴの前説も頻繁に任されている。

## 作曲活動
- 2002年

卒業 （小名川高弘と共作） ／ Kazematic ／ Lonely holiday （小名川高弘と共作） ／ 日常 （小名川高弘と共作） ／ White winter song
- 2003年

やさしさライセンス ／ 7port ／ My girl
- 2004年

Party on!
- 2006年

Music Monster ／ スパイダー ／ 一人じゃとても歩けない世界の上で ／ ありがとう （大塚雄三と共作）
- 代表曲
  - White winter song （2002年） - 『Brand-New Myself ～僕にできること』に次ぐヒット曲
  - やさしさライセンス （2003年） - 大塚ベバレジ「MATCH」CMソング
  - 一人じゃとても歩けない世界の上で （2006年） - 日本テレビ系「女優魂」エンディングテーマ

## 「笑っていいとも!」出演
2001年4月、「森田一義アワー 笑っていいとも!」内コーナー「身内自慢コンテスト」にて、「小泉内閣組閣スペシャル」と称して同閣僚のそっくりさんが募集された。かねてから小泉純一郎総理（当時）に似ているとメンバーの間で言われていた安井が出演を試みることになり、大塚と共に参加（小名川・高野は寝坊）。素人と共にオーディションを受けるも、落選した。そして翌週、今度は4人全員で会場に向かい、オーディションを通過。「リチャード・ギアが入った小泉首相」として出場を果たした。結果はゲストの岡田眞澄のみが「その通り」の札を挙げただけだったが、登場の際に、推薦人の大塚が「CHARCOAL FILTERです」とハッキリ名乗り、小名川がシングル「はじけよう」のパネルを持ち、高野がタモリにCDを渡し、ばっちりプロモーションを行った。ちなみに関根勤には「デーブ・スペクターにも似ている」と言われた。
1年後にミュージックステーションに出演した際、番組の中でこの時の話をすると、それが印象に残ったのか、番組終了後に廊下でメンバーとタモリが擦れ違った際、タモリが「Brand-New Myself」を口ずさんでくれたという。
安井はその後も、2003年のDVD『CHARCOAL FILTER MEN SOUL』内で、小泉首相のパロディーの「安泉（やすいずみ）首相」というキャラに扮している。